# 日本の在外公館の一覧

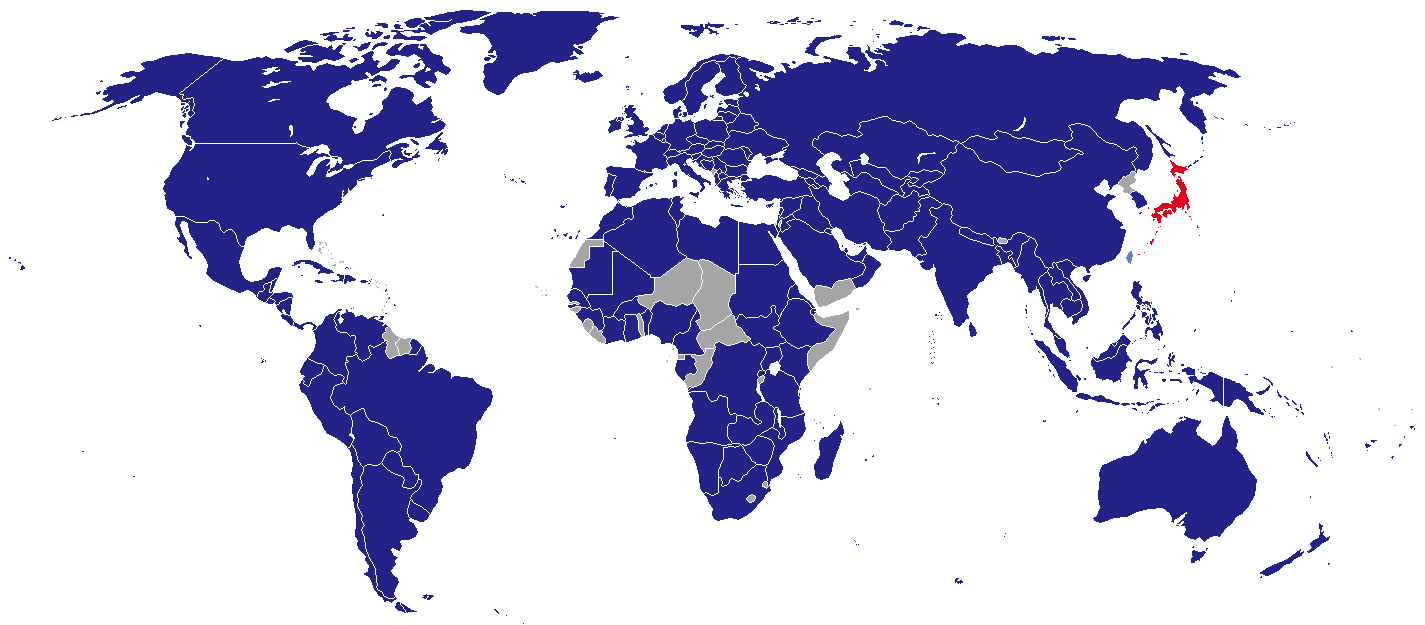
日本の在外公館が設置されている国

日本の在外公館の一覧（にほんのざいがいこうかんのいちらん）は、名誉総領事館、名誉領事館を除く、日本の在外公館の一覧である。なお、在外公館の支部として設置されている領事事務所についても、ここでは併せて記載する。
2025年（令和7年）1月時点で、日本の在外公館数は234（大使館156・総領事館67・政府代表部11）となっており、その他に3の兼勤駐在官事務所が設置されている。また、2023年(令和5年)11月時点で、中国・アメリカ・トルコに次ぎ世界で4番目に大きな外交ネットワークを持つ。

## アジア
- インド

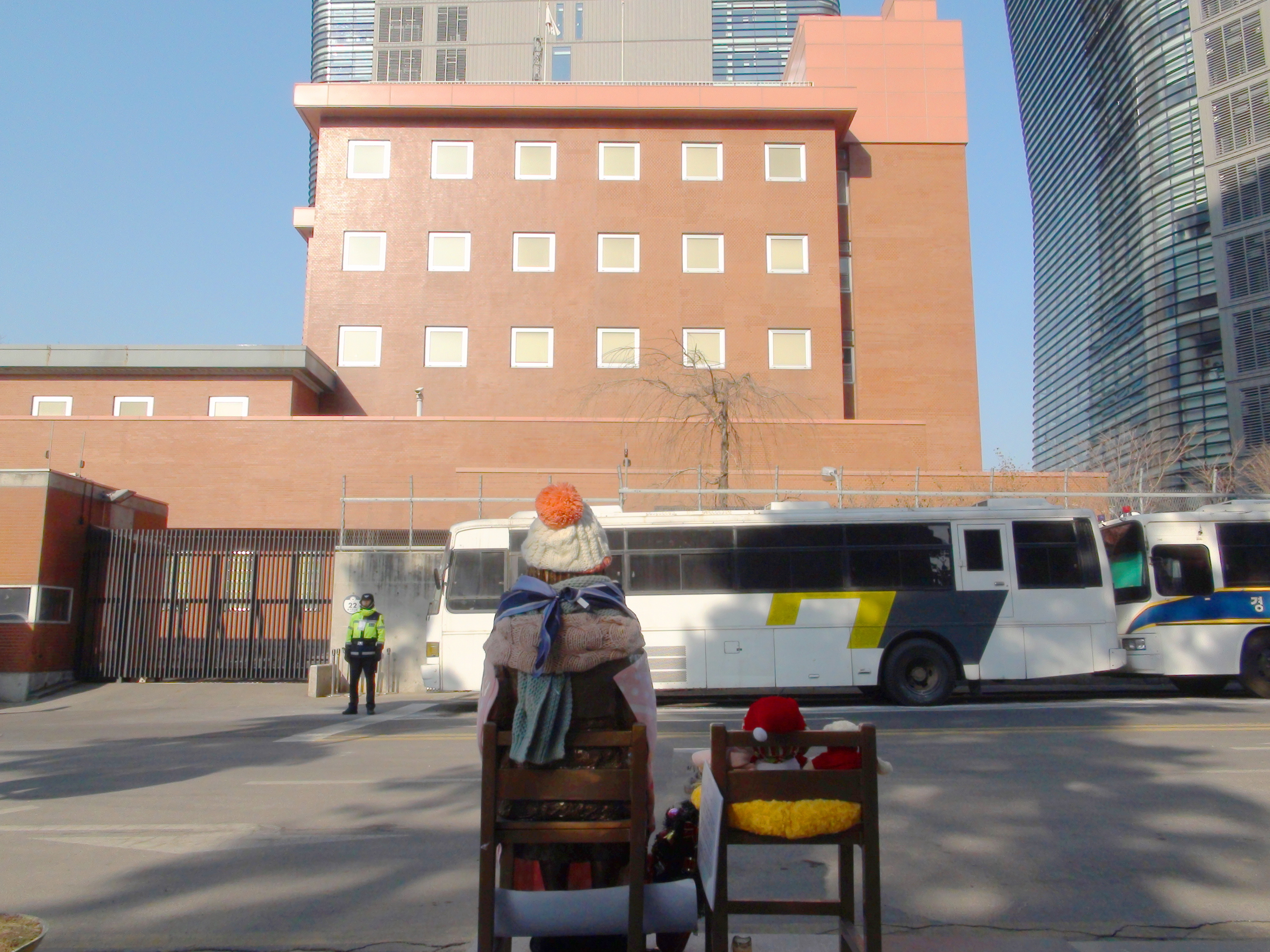
在韓国日本国大使館

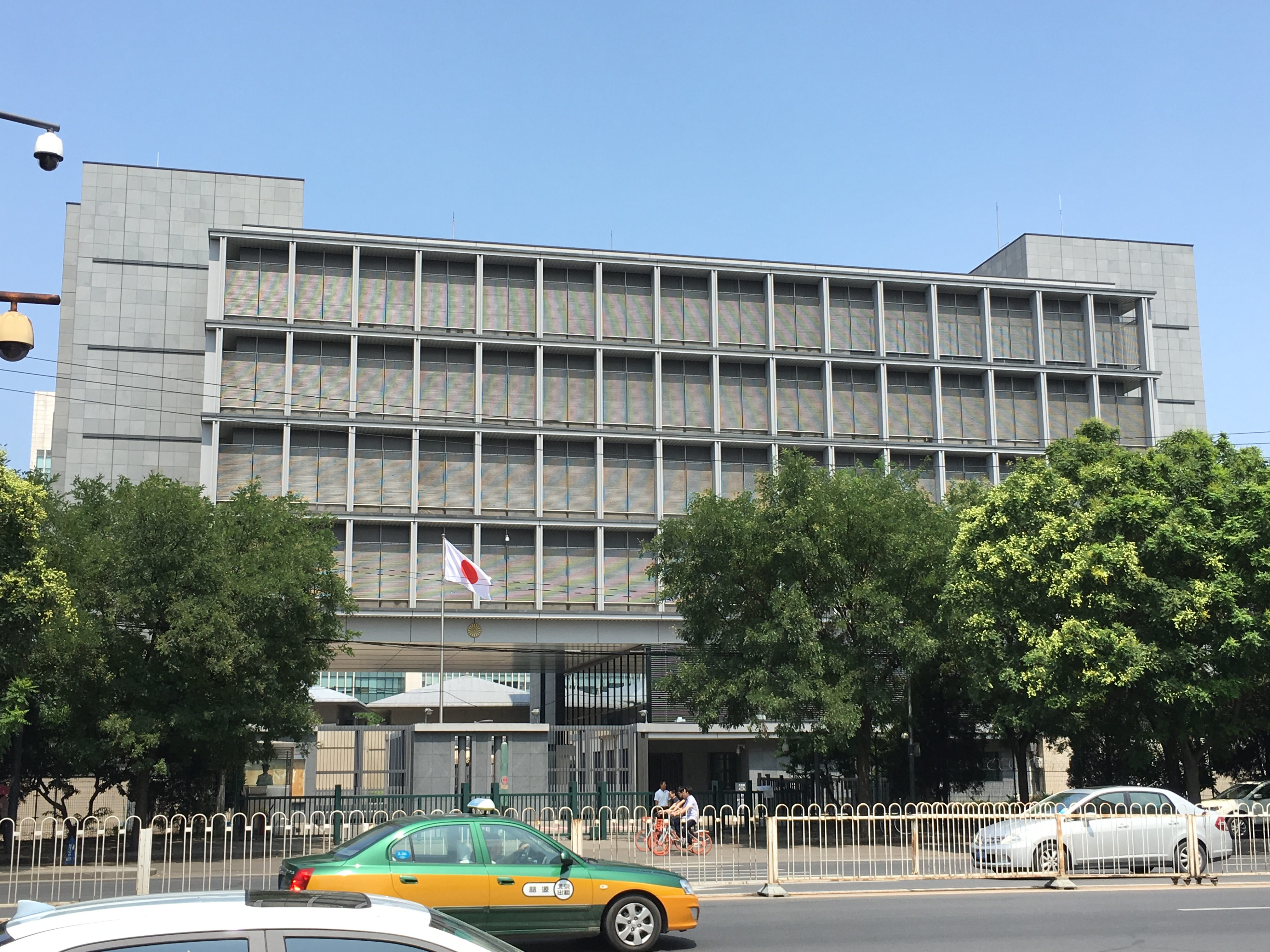
在中国日本国大使館

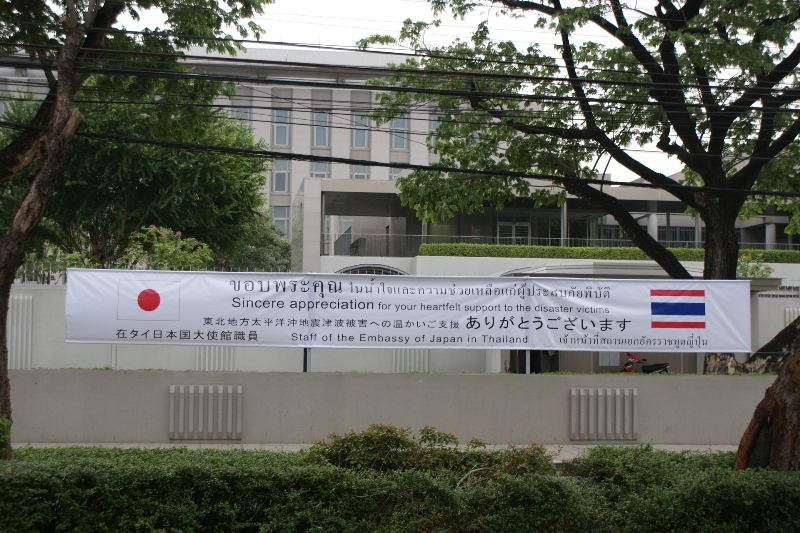
在タイ日本国大使館

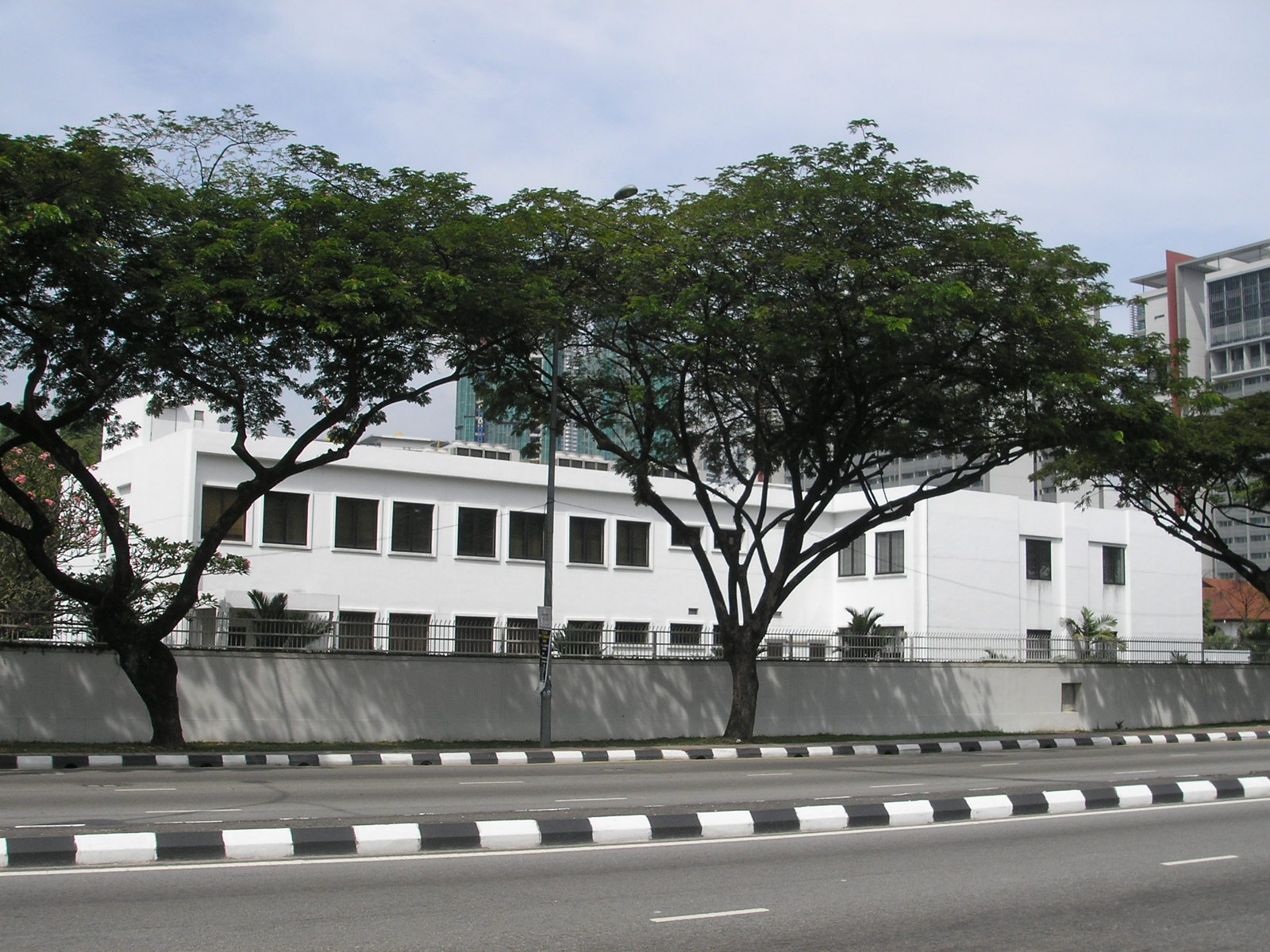
在マレーシア日本国大使館

  - 在インド日本国大使館 (ニューデリー)（在ブータン日本国大使館を兼轄）
  - 在コルカタ日本国総領事館
  - 在チェンナイ日本国総領事館（英語版）
  - 在ベンガルール日本国総領事館
  - 在ムンバイ日本国総領事館
- インドネシア
  - 在インドネシア日本国大使館 (ジャカルタ)
  - 在スラバヤ日本国総領事館
  - 在デンパサール日本国総領事館
  - 在メダン日本国総領事館
  - 在マカッサル領事事務所
- カンボジア
  - 在カンボジア日本国大使館 (プノンペン)
  - 在シェムリアップ領事事務所
- シンガポール
  - 在シンガポール日本国大使館 (シンガポール)
- スリランカ
  - 在スリランカ日本国大使館 (コロンボ)
- タイ
  - 在タイ日本国大使館 (バンコク)
  - 在チェンマイ日本国総領事館
- 大韓民国
  - 在大韓民国日本国大使館 (ソウル)
  - 在済州日本国総領事館
  - 在釜山日本国総領事館
- 中華人民共和国
  - 在中華人民共和国日本国大使館 (北京)
  - 在広州日本国総領事館
  - 在上海日本国総領事館
  - 在重慶日本国総領事館
  - 在瀋陽日本国総領事館
  - 在青島日本国総領事館
  - 在大連領事事務所
  -  香港
    - 在香港日本国総領事館
- ネパール
  - 在ネパール日本国大使館 (カトマンズ)
- パキスタン
  - 在パキスタン日本国大使館 (イスラマバード)
  - 在カラチ日本国総領事館
- バングラデシュ
  - 在バングラデシュ日本国大使館 (ダッカ)
- 東ティモール
  - 在東ティモール日本国大使館 (ディリ)
- フィリピン
  - 在フィリピン日本国大使館 (マニラ)
  - 在セブ日本国総領事館
  - 在ダバオ日本国総領事館
- ブルネイ
  - 在ブルネイ日本国大使館 (バンダルスリブガワン)
- ベトナム
  - 在ベトナム日本国大使館 (ハノイ)
  - 在ダナン日本国総領事館
  - 在ホーチミン日本国総領事館
- マレーシア
  - 在マレーシア日本国大使館 (クアラルンプール)
  - 在ペナン日本国総領事館
  - 在コタキナバル領事事務所
- ミャンマー
  - 在ミャンマー日本国大使館 (ヤンゴン)
- モルディブ
  - 在モルディブ日本国大使館 (マレ)
- モンゴル
  - 在モンゴル日本国大使館 (ウランバートル)
- ラオス
  - 在ラオス日本国大使館 (ヴィエンチャン)

## 北米
- アメリカ合衆国

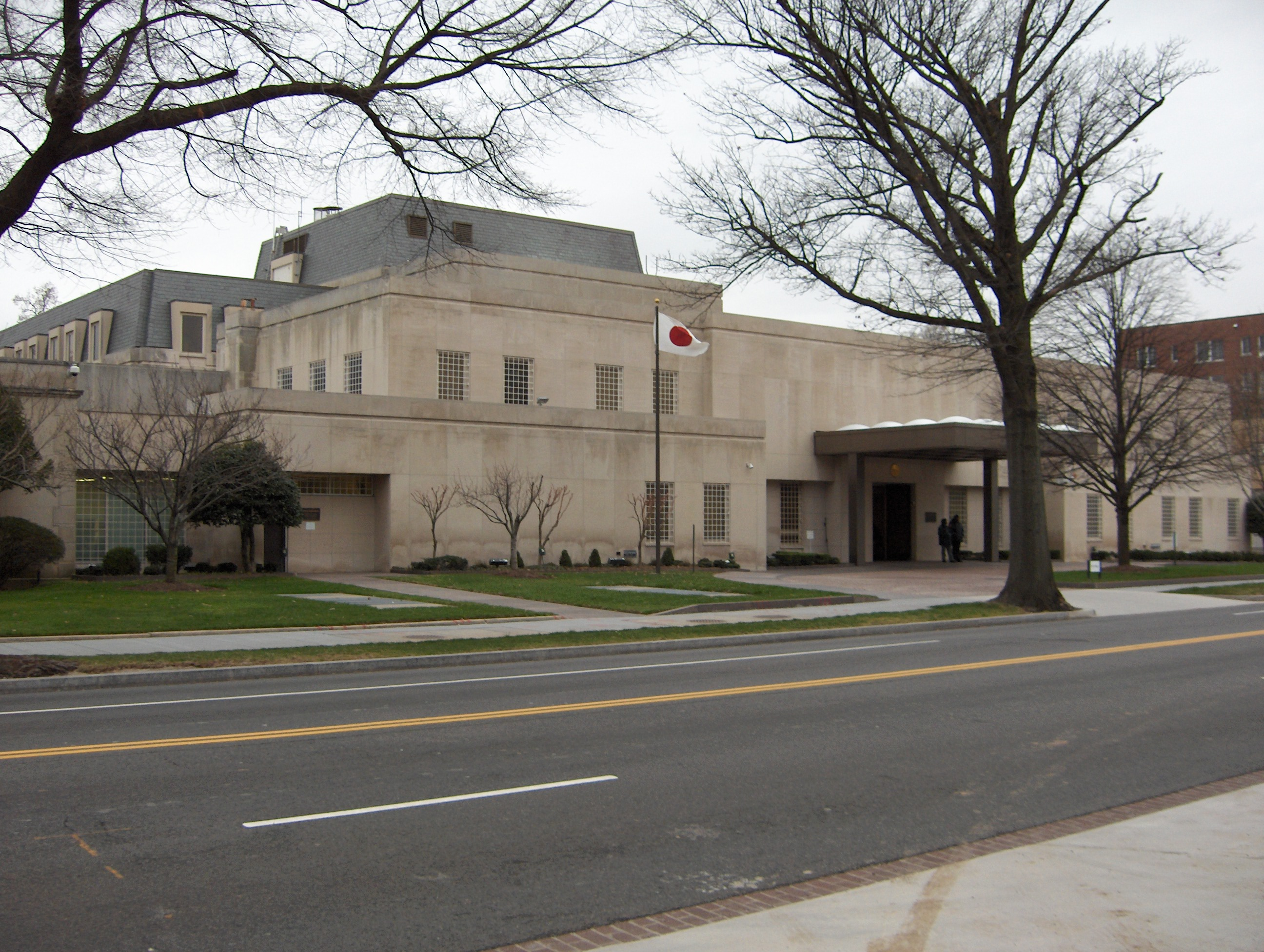
在アメリカ合衆国日本国大使館

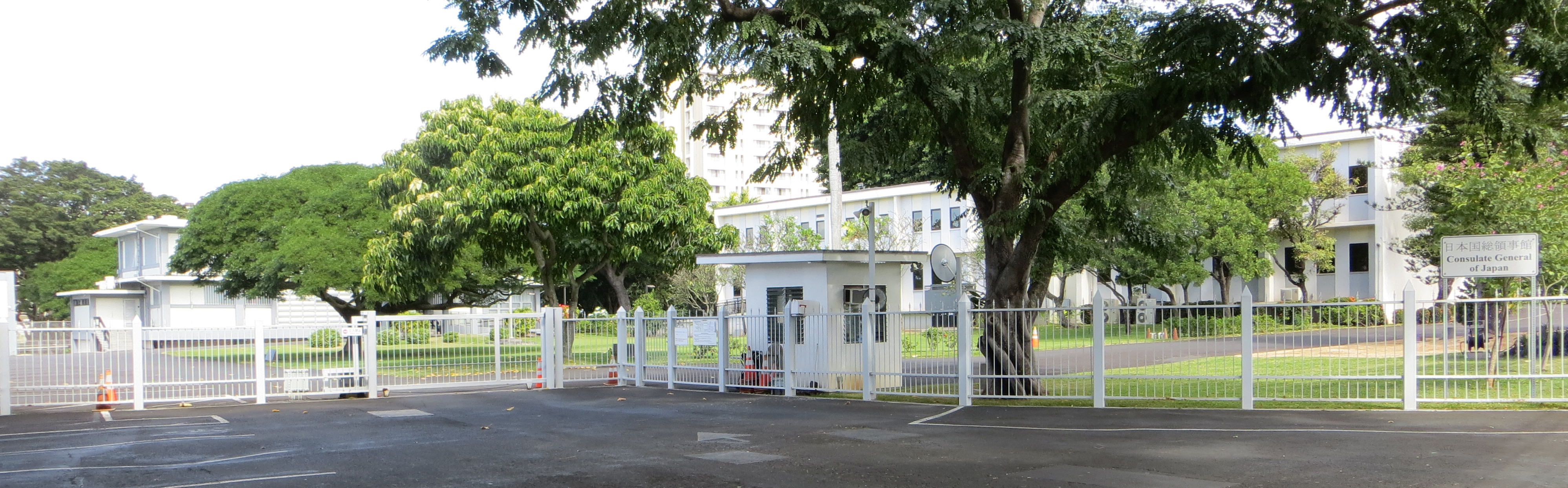
在ホノルル日本国総領事館 (EN)

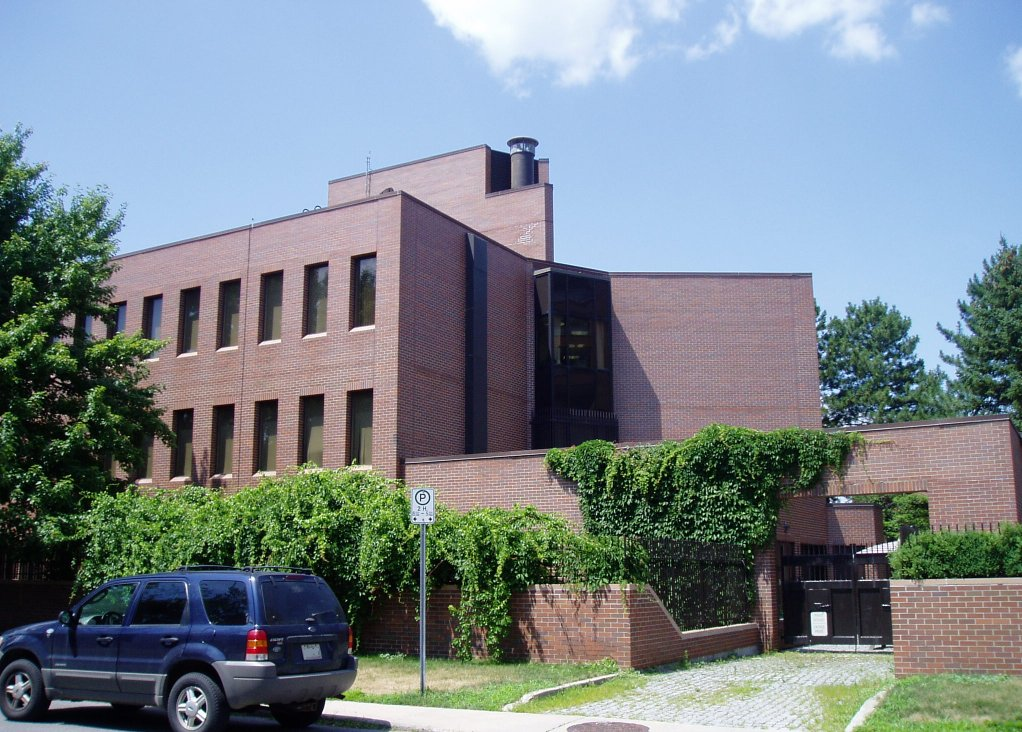
在カナダ日本国大使館

  - 在アメリカ合衆国日本国大使館 (ワシントンD.C.)
  - 在アトランタ日本国総領事館（英語版）
  - 在サンフランシスコ日本国総領事館
  - 在シアトル日本国総領事館
  - 在シカゴ日本国総領事館
  - 在デトロイト日本国総領事館
  - 在デンバー日本国総領事館
  - 在ナッシュビル日本国総領事館（英語版）
  - 在ニューヨーク日本国総領事館
  - 在ハガッニャ日本国総領事館
  - 在ヒューストン日本国総領事館
  - 在ボストン日本国総領事館
  - 在ホノルル日本国総領事館（英語版）
  - 在マイアミ日本国総領事館
  - 在ロサンゼルス日本国総領事館
  - 在アンカレジ領事事務所
  - 在サイパン領事事務所
  - 在ポートランド領事事務所
- カナダ
  - 在カナダ日本国大使館 (オタワ)
  - 在カルガリー日本国総領事館
  - 在トロント日本国総領事館
  - 在バンクーバー日本国総領事館
  - 在モントリオール日本国総領事館

## 中南米
- アルゼンチン

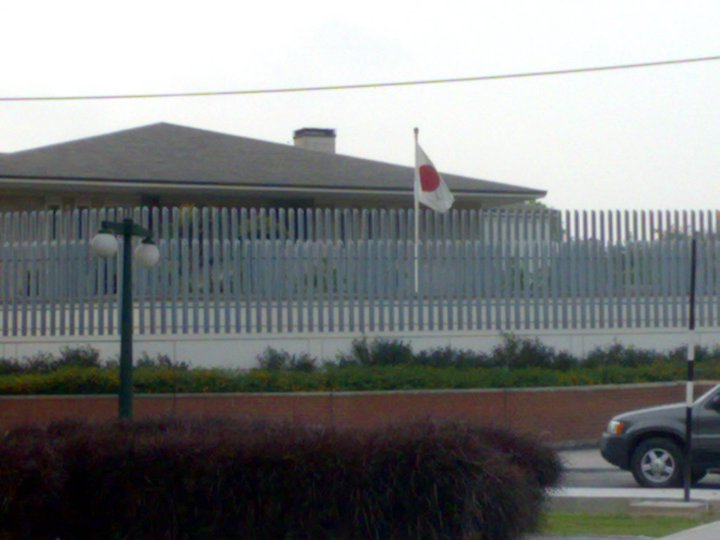
在ペルー日本国大使館

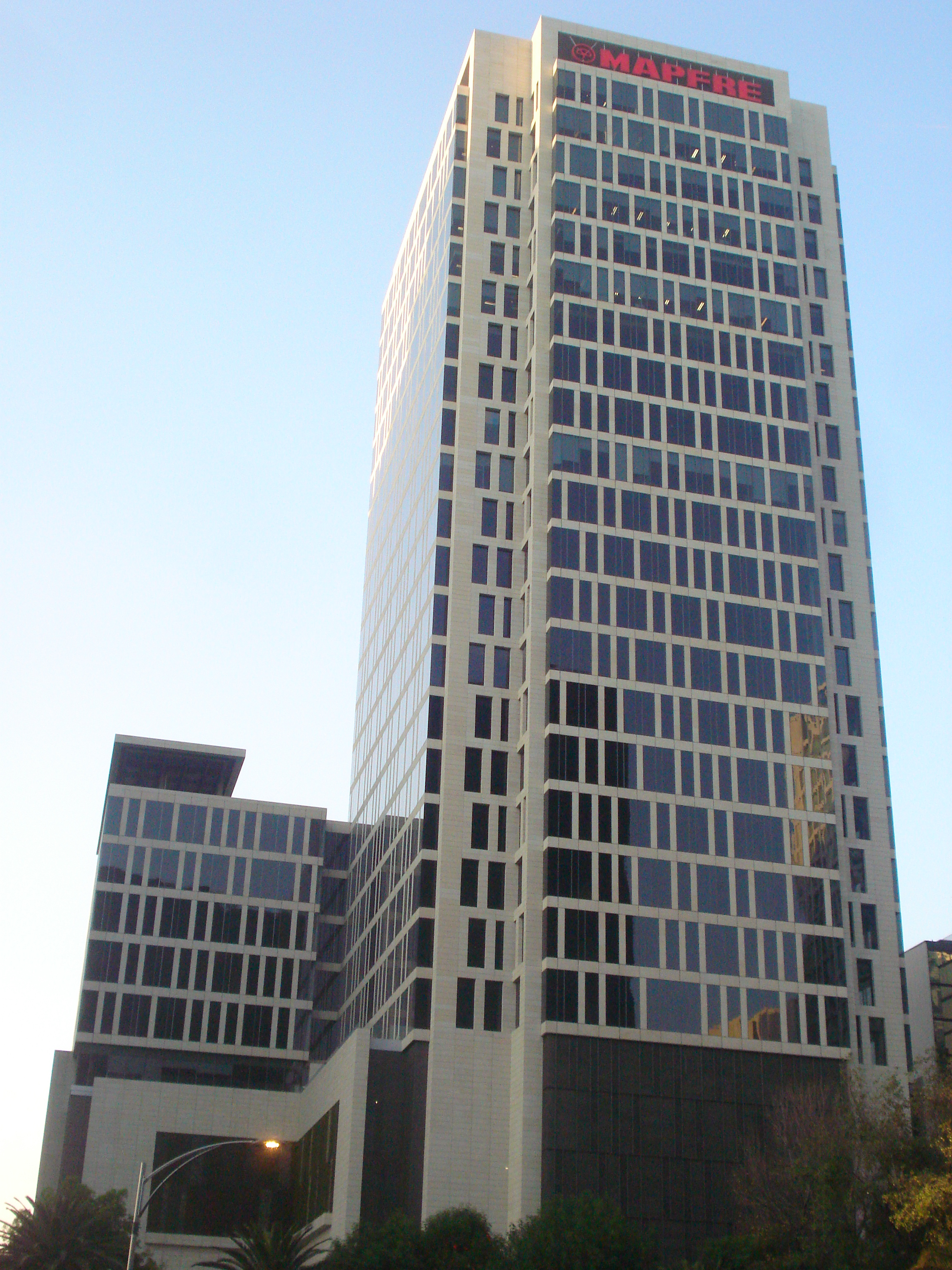
在メキシコ日本国大使館が9階に入居しているトレ・マプフレ

  - 在アルゼンチン日本国大使館 (ブエノスアイレス)
- ウルグアイ
  - 在ウルグアイ日本国大使館 (モンテビデオ)
- エクアドル
  - 在エクアドル日本国大使館 (キト)
- エルサルバドル
  - 在エルサルバドル日本国大使館 (サンサルバドル)
- キューバ
  - 在キューバ日本国大使館 (ハバナ)
- グアテマラ
  - 在グアテマラ日本国大使館 (グアテマラシティ)
- コスタリカ
  - 在コスタリカ日本国大使館 (サンホセ)
- コロンビア
  - 在コロンビア日本国大使館 (ボゴタ)
- ジャマイカ
  - 在ジャマイカ日本国大使館 (キングストン)

（在バハマ日本国大使館、在ベリーズ日本国大使館を兼轄）
- チリ
  - 在チリ日本国大使館 (サンティアゴ・デ・チレ)
- ドミニカ共和国
  - 在ドミニカ共和国日本国大使館 (サントドミンゴ)
- トリニダード・トバゴ
  - 在トリニダード・トバゴ日本国大使館 (ポート・オブ・スペイン)

（在アンティグア・バーブーダ日本国大使館、在ガイアナ日本国大使館、在グレナダ日本国大使館、在スリナム日本国大使館、在セントビンセント・グレナディーン日本国大使館、在セントクリストファー・ネーヴィス日本国大使館、在セントルシア日本国大使館、在ドミニカ国日本国大使館を兼轄）
- ニカラグア
  - 在ニカラグア日本国大使館 (マナグア)
- ハイチ
  - 在ハイチ日本国大使館 (ペシオンヴィル)
- パナマ
  - 在パナマ日本国大使館 (パナマ市)
- パラグアイ
  - 在パラグアイ日本国大使館 (アスンシオン)
  - 在エンカルナシオン領事事務所
- バルバドス
  - 在バルバドス日本国大使館 (ブリッジタウン)
- ブラジル
  - 在ブラジル日本国大使館 (ブラジリア)
  - 在クリチバ日本国総領事館
  - 在サンパウロ日本国総領事館
  - 在マナウス日本国総領事館
  - 在リオデジャネイロ日本国総領事館
  - 在レシフェ日本国総領事館
  - 在ベレン領事事務所
  - 在ポルトアレグレ領事事務所
- ベネズエラ
  - 在ベネズエラ日本国大使館 (カラカス)
- ベリーズ
  - 在ベリーズ日本国大使館 (ベルモパン)

（在ジャマイカ日本国大使館の兼勤駐在官事務所）
- ペルー
  - 在ペルー日本国大使館 (リマ)
- ボリビア
  - 在ボリビア日本国大使館 (ラパス)
  - 在サンタクルス領事事務所
- ホンジュラス
  - 在ホンジュラス日本国大使館 (テグシガルパ)
- メキシコ
  - 在メキシコ日本国大使館 (メキシコシティ)
  - 在レオン日本国総領事館

## ヨーロッパ（NIS諸国を含む）
- アイスランド

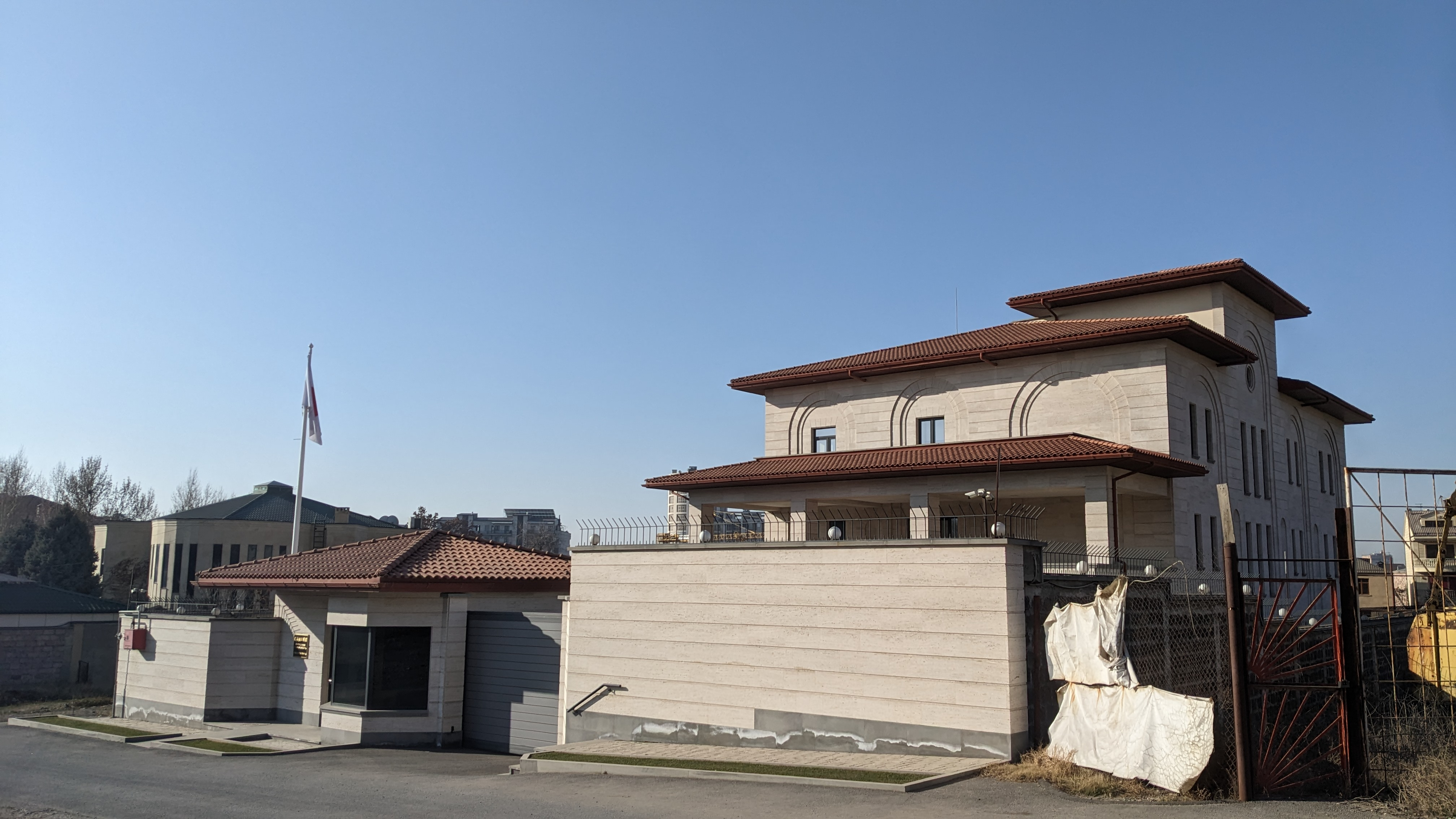
在アルメニア日本国大使館

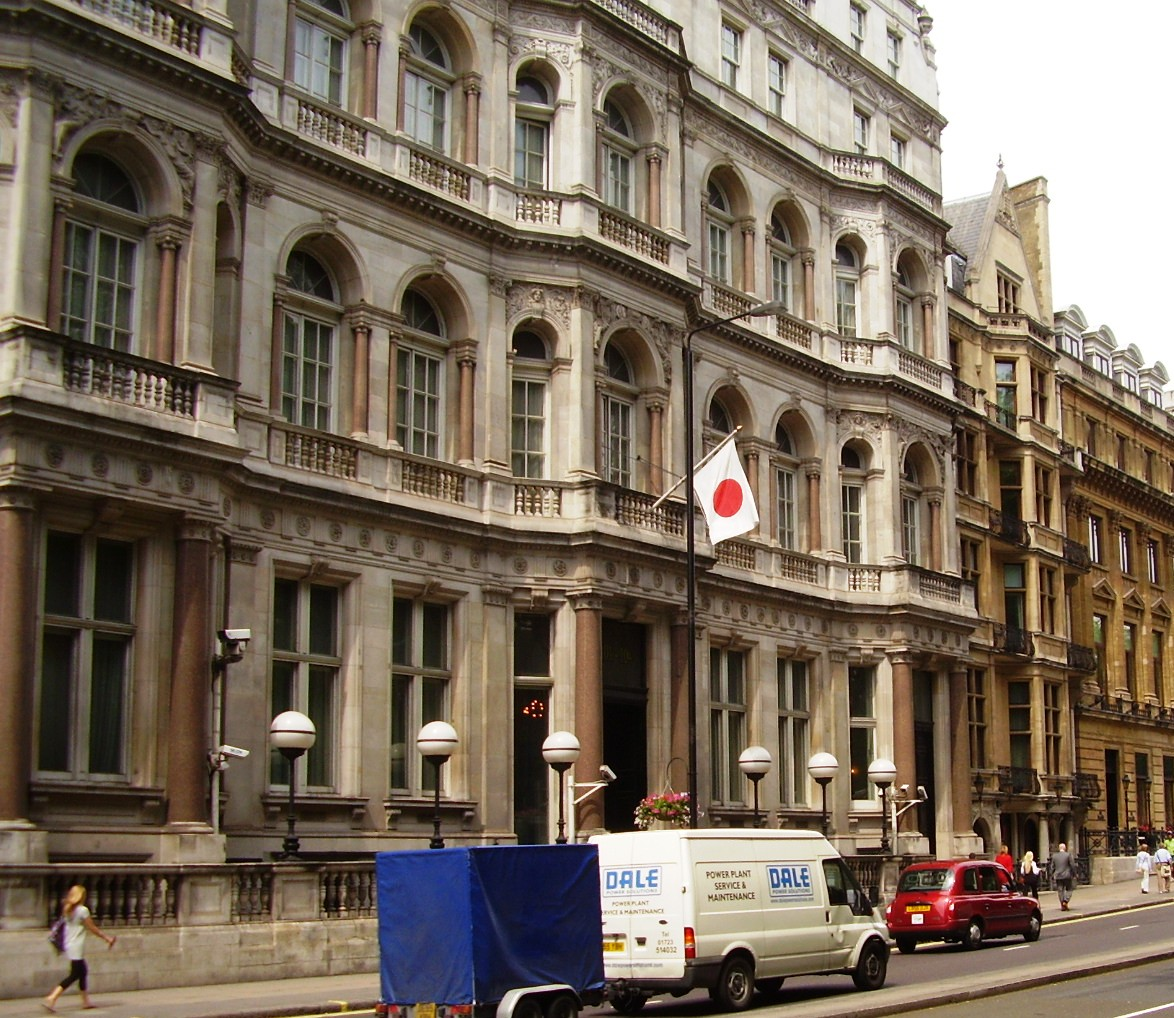
在英国日本国大使館

在エストニア日本国大使館

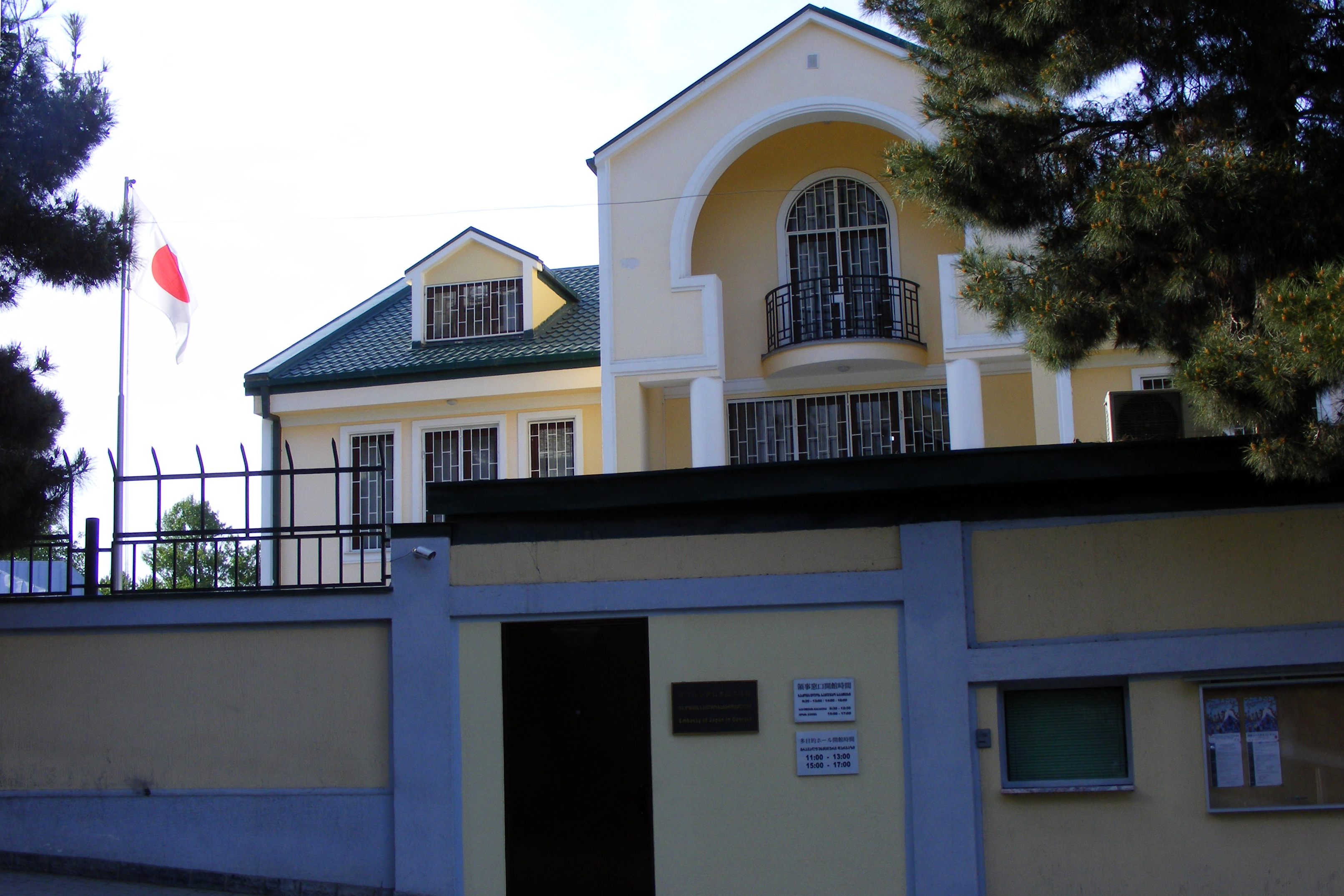
在ジョージア日本国大使館

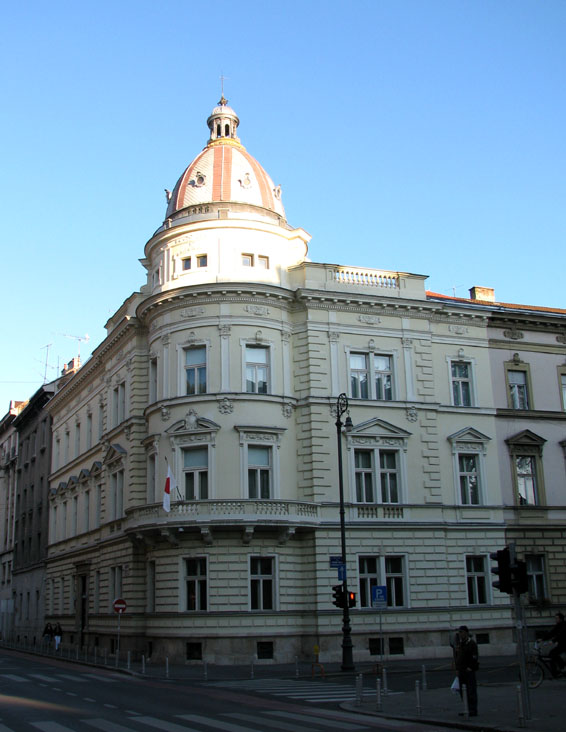
在クロアチア日本国大使館

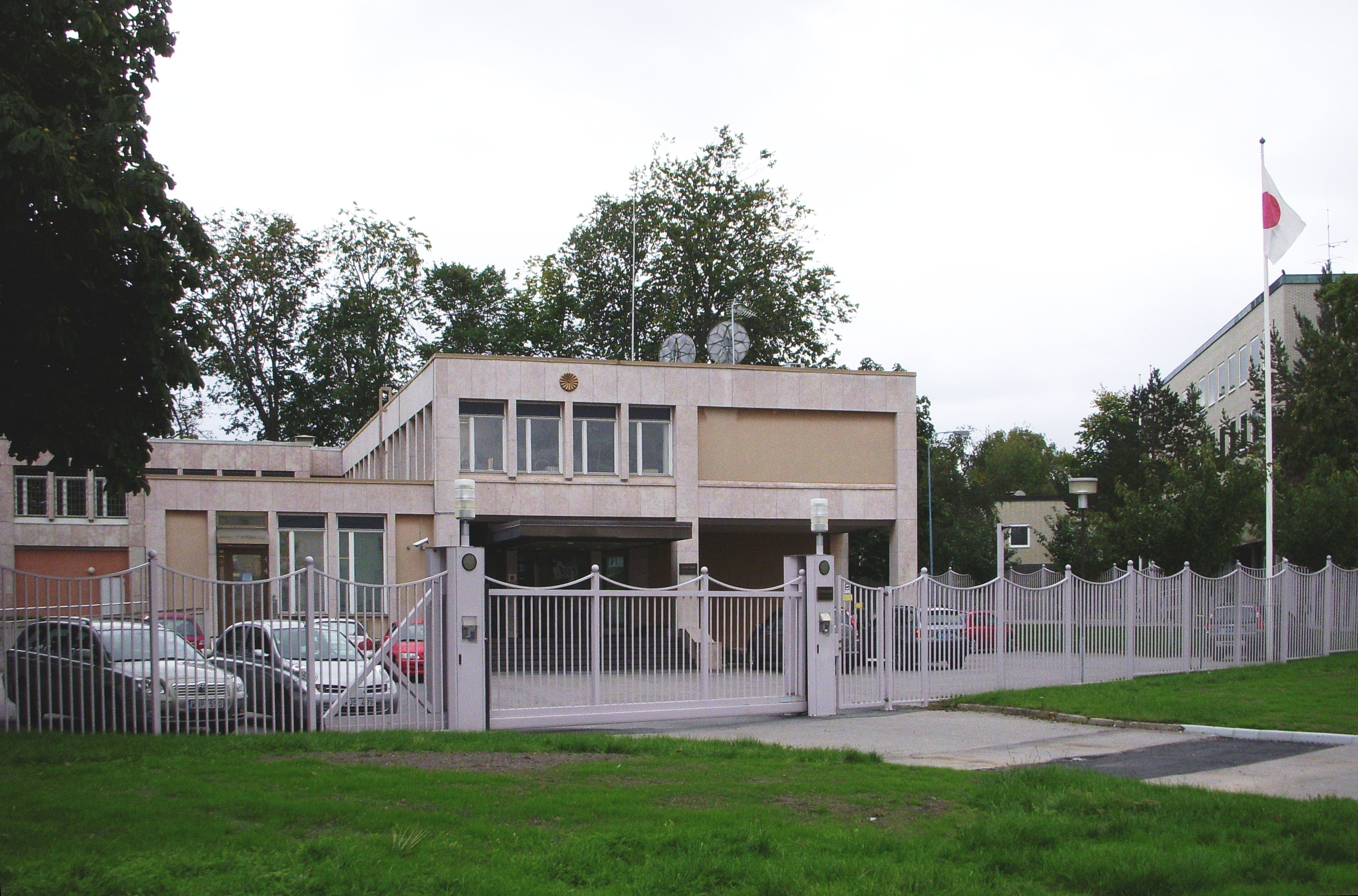
在スウェーデン日本国大使館

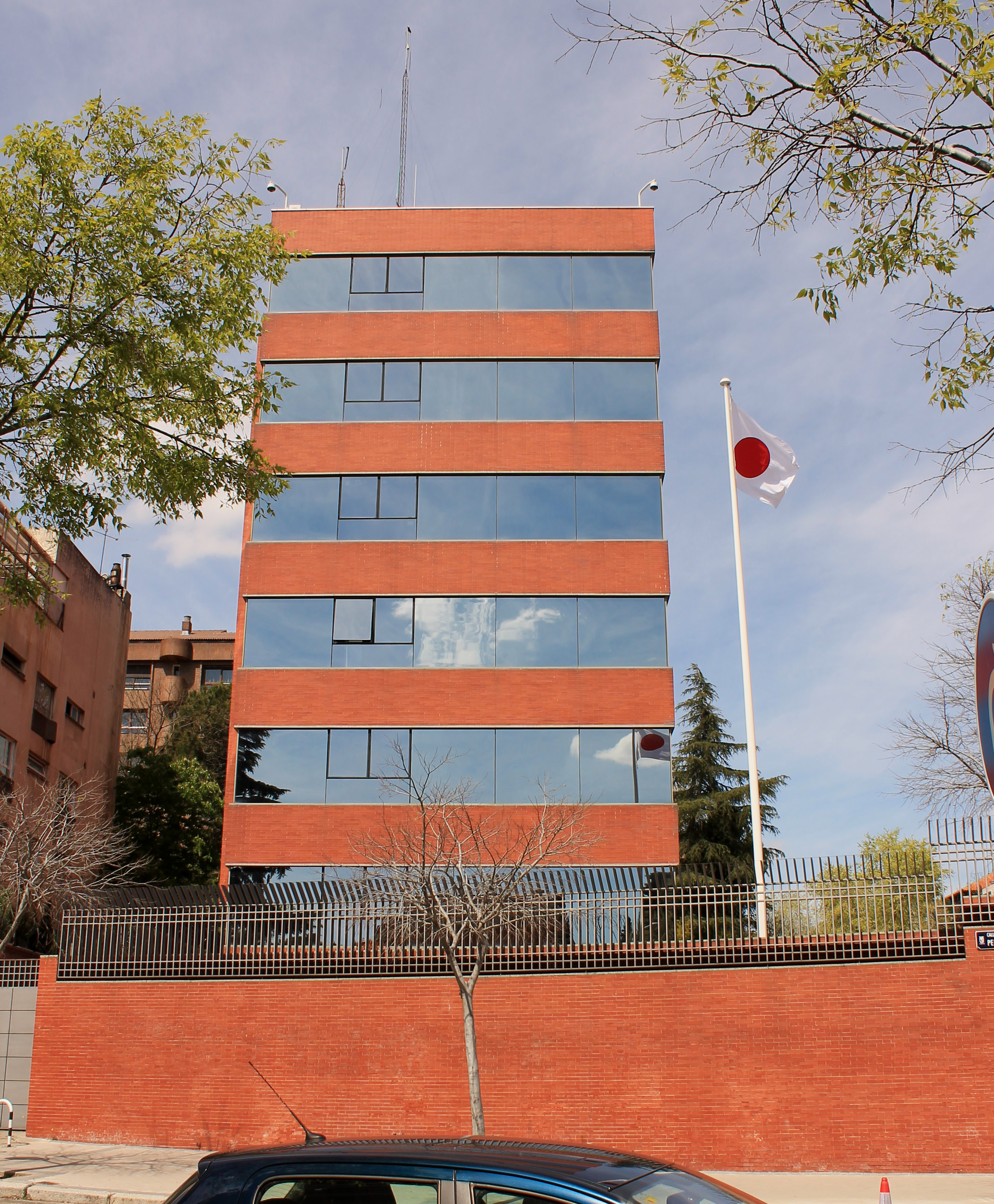
在スペイン日本国大使館

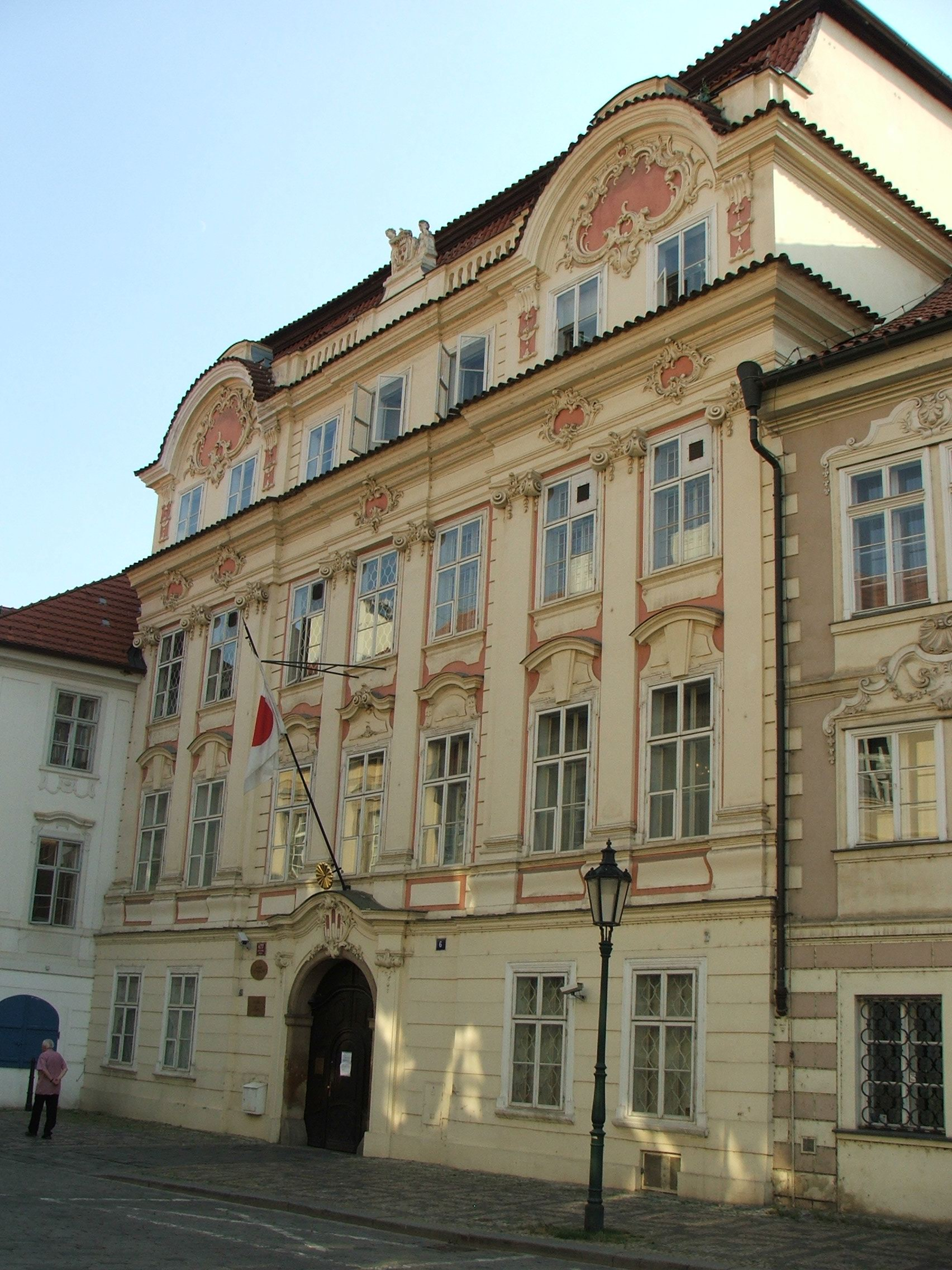
在チェコ日本国大使館

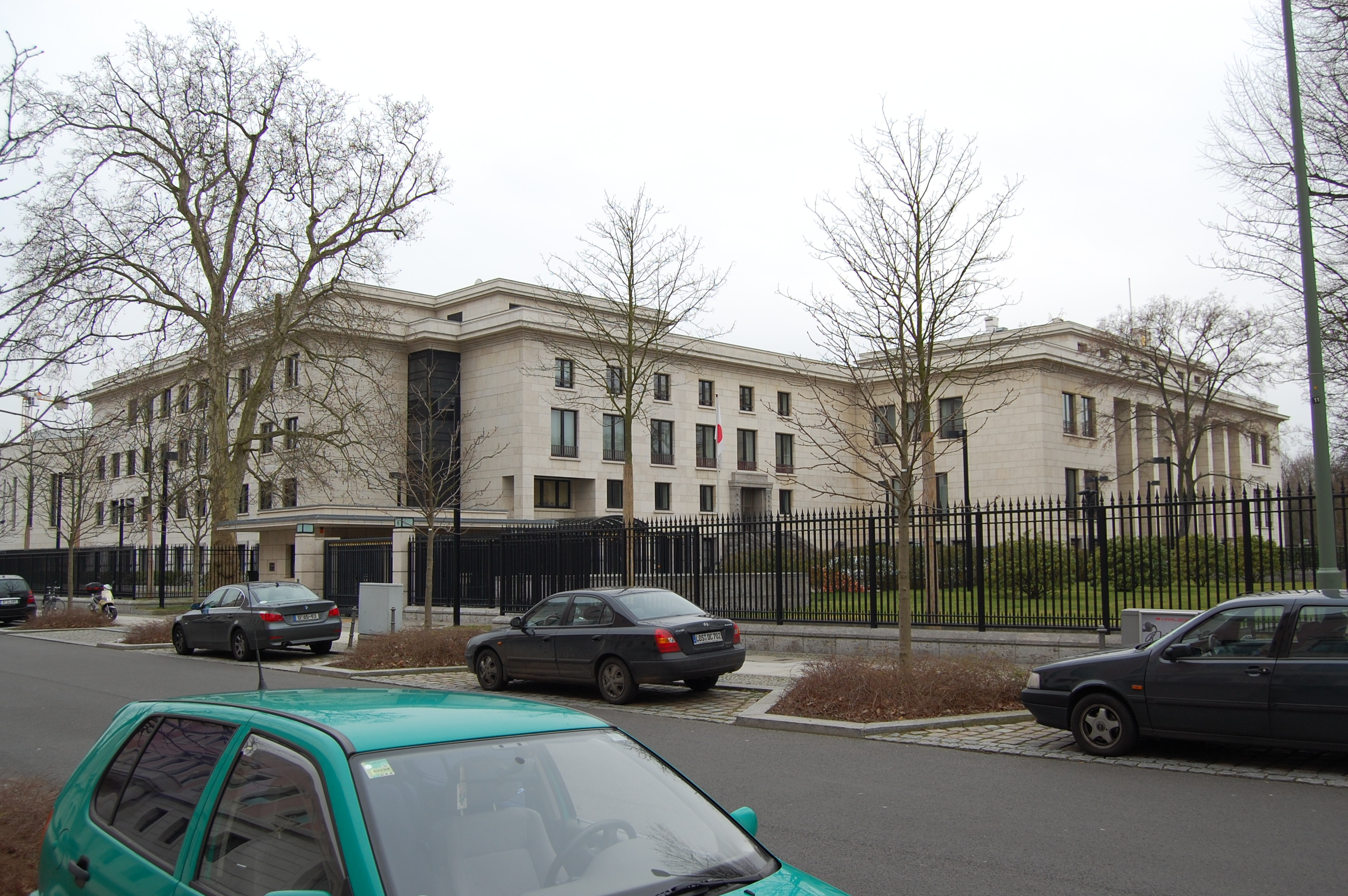
在ドイツ日本国大使館

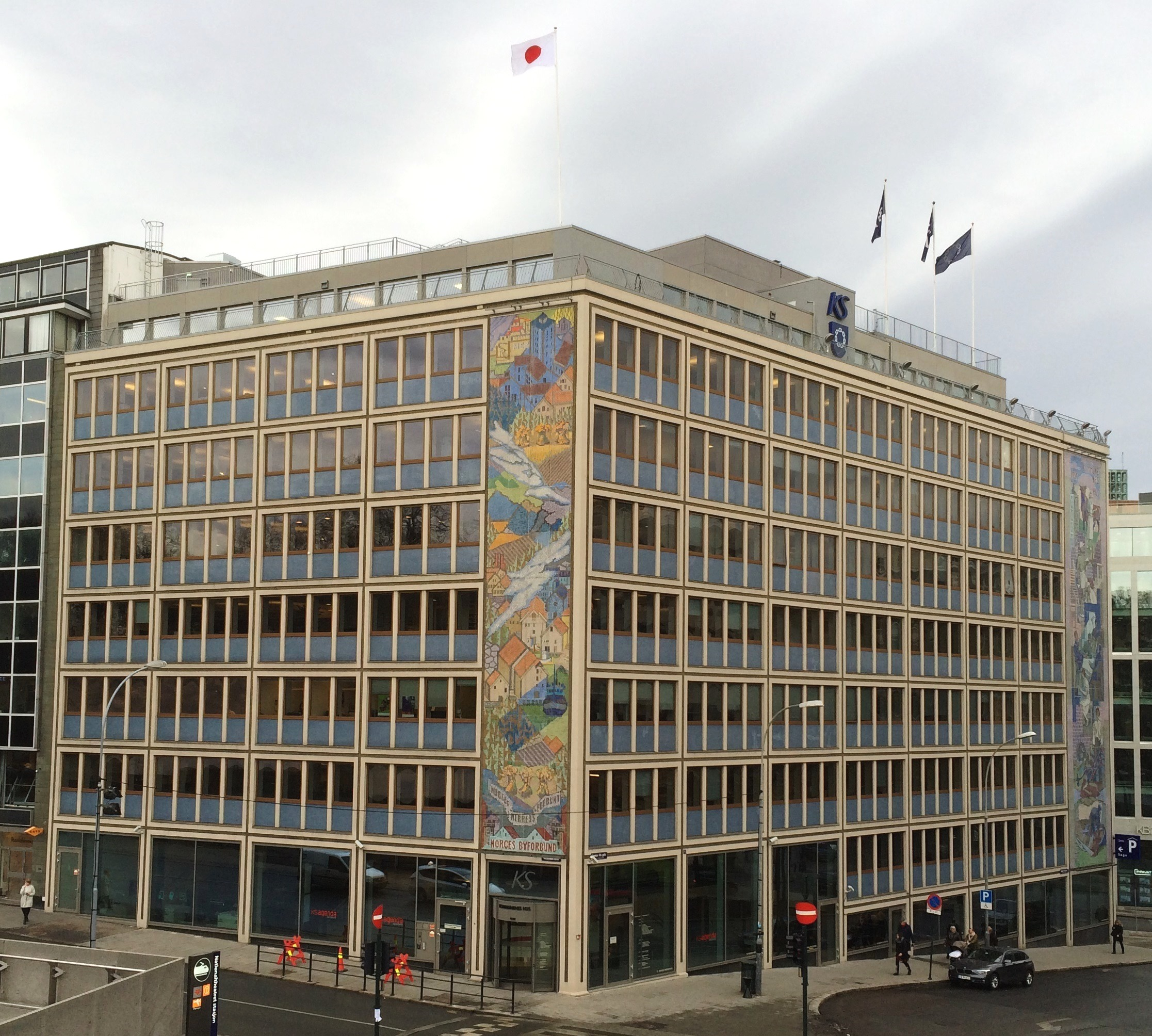
在ノルウェー日本国大使館

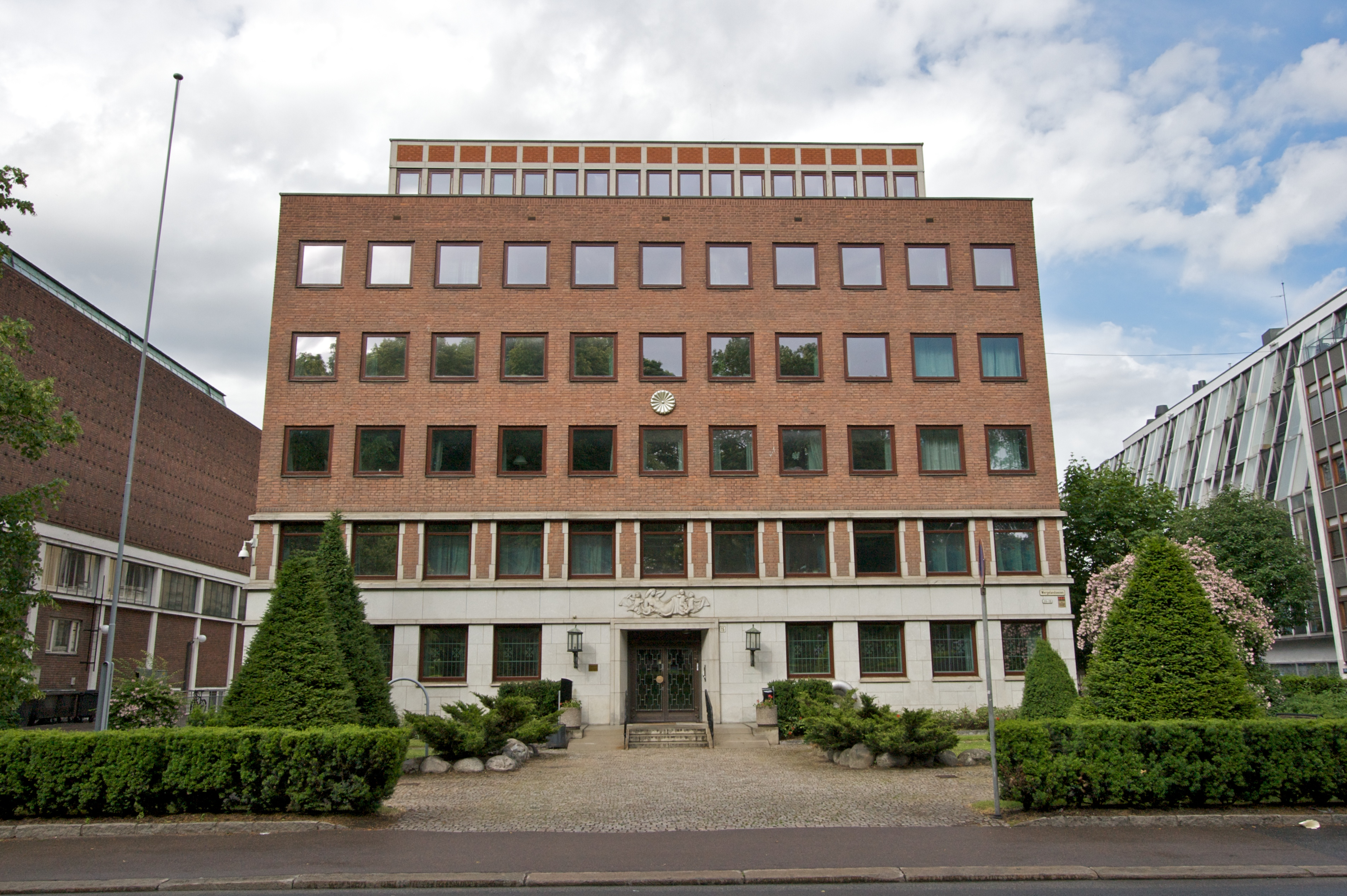
移転前の在ノルウェー日本国大使館

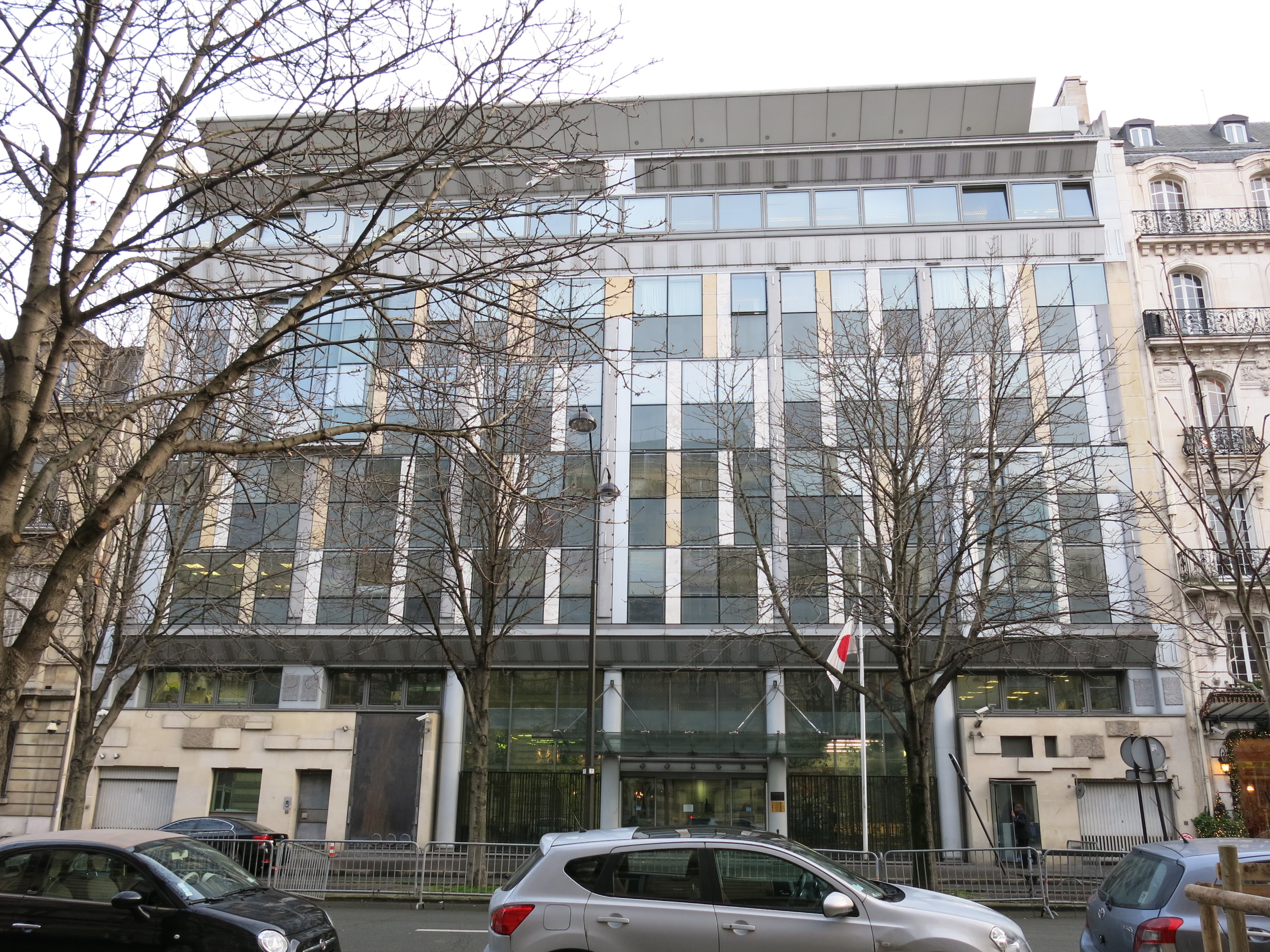
在フランス日本国大使館

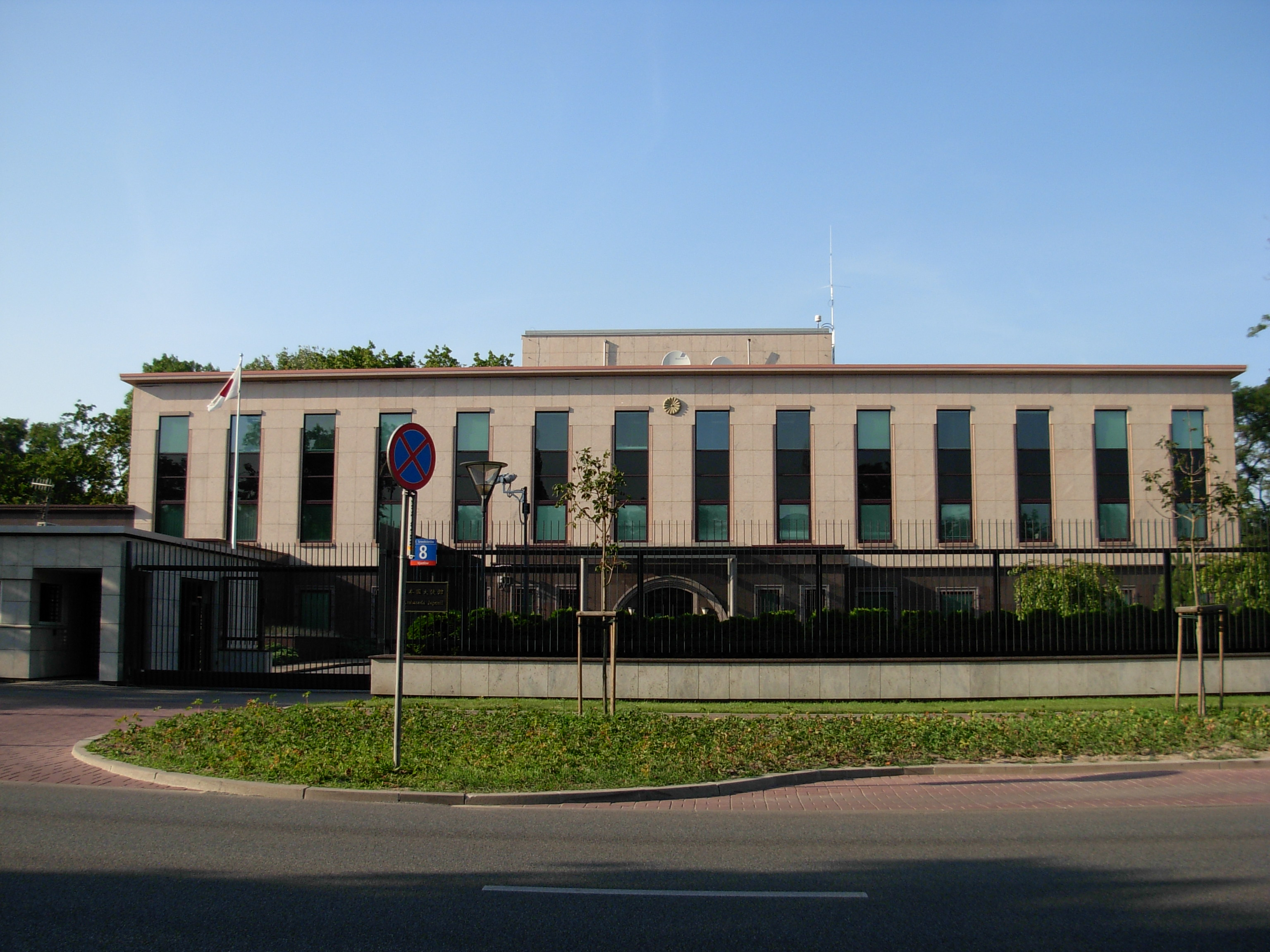
在ポーランド日本国大使館

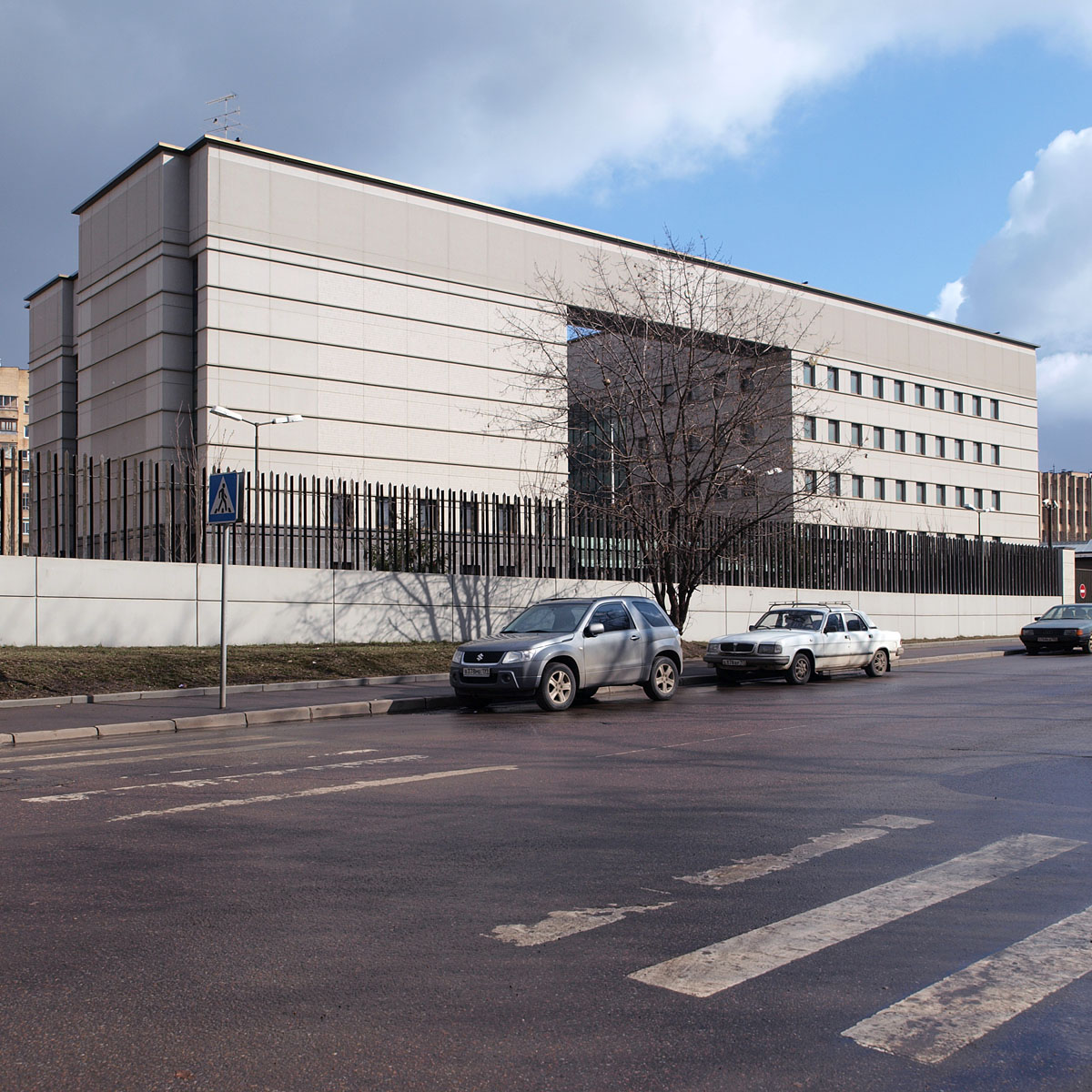
在ロシア日本国大使館

  - 在アイスランド日本国大使館 (レイキャビク)
- アイルランド
  - 在アイルランド日本国大使館 (ダブリン)
- アゼルバイジャン
  - 在アゼルバイジャン日本国大使館 (バクー)
- アルバニア
  - 在アルバニア日本国大使館 (ティラナ)
- アルメニア
  - 在アルメニア日本国大使館 (エレバン)
- イタリア
  - 在イタリア日本国大使館（イタリア語版） (ローマ)（在サンマリノ日本国大使館、在マルタ日本国大使館、在ローマ国際機関日本政府代表部を兼轄[3]）
  - 在ミラノ日本国総領事館
- ウクライナ
  - 在ウクライナ日本国大使館 (キーウ)
- ウズベキスタン
  - 在ウズベキスタン日本国大使館 (タシケント)
- 英国
  - 在英国日本国大使館 (ロンドン)
  - 在エディンバラ日本国総領事館
- エストニア
  - 在エストニア日本国大使館 (タリン)
- オーストリア
  - 在オーストリア日本国大使館 (ウィーン)（在コソボ日本国大使館を兼轄）
- オランダ
  - 在オランダ日本国大使館 (ハーグ)
- カザフスタン
  - 在カザフスタン日本国大使館 (アスタナ)
- 北マケドニア
  - 在北マケドニア日本国大使館 (スコピエ)
- キプロス
  - 在キプロス日本国大使館 (ニコシア)
- ギリシャ
  - 在ギリシャ日本国大使館 (アテネ)
- キルギス
  - 在キルギス日本国大使館 (ビシュケク)
- クロアチア
  - 在クロアチア日本国大使館 (ザグレブ)
- コソボ
  - 在コソボ日本国大使館 (プリシュティナ)（在オーストリア日本国大使館の兼勤駐在官事務所）
- ジョージア
  - 在ジョージア日本国大使館 (トビリシ)
- スイス
  - 在スイス日本国大使館 (ベルン)（在リヒテンシュタイン日本国大使館を兼轄）
  - 在ジュネーブ領事事務所
- スウェーデン
  - 在スウェーデン日本国大使館 (ストックホルム)
- スペイン
  - 在スペイン日本国大使館 (マドリード)
  - 在バルセロナ日本国総領事館
  - 在ラスパルマス領事事務所
- スロバキア
  - 在スロバキア日本国大使館（英語版） (ブラチスラヴァ)
- スロベニア
  - 在スロベニア日本国大使館 (リュブリャナ)
- セルビア
  - 在セルビア日本国大使館 (ベオグラード)（在モンテネグロ日本国大使館を兼轄）
- タジキスタン
  - 在タジキスタン日本国大使館 (ドゥシャンベ)
- チェコ
  - 在チェコ日本国大使館 (プラハ)
- デンマーク
  - 在デンマーク日本国大使館 (コペンハーゲン)
- ドイツ
  - 在ドイツ日本国大使館 (ベルリン)
  - 在デュッセルドルフ日本国総領事館
  - 在ハンブルク日本国総領事館
  - 在フランクフルト日本国総領事館
  - 在ミュンヘン日本国総領事館
- トルクメニスタン
  - 在トルクメニスタン日本国大使館 (アシガバート)
- ノルウェー
  - 在ノルウェー日本国大使館 (オスロ)
- バチカン
  - 在バチカン日本国大使館（ポーランド語版） ( イタリア ローマ)
- ハンガリー
  - 在ハンガリー日本国大使館 (ブダペスト)
- フィンランド
  - 在フィンランド日本国大使館 (ヘルシンキ)
- フランス
  - 在フランス日本国大使館 (パリ)（在アンドラ日本国大使館、在モナコ日本国大使館を兼轄）
  - 在ストラスブール日本国総領事館
  - 在マルセイユ日本国総領事館
  - 在リヨン領事事務所
  - （オセアニア・ ニューカレドニア）
    - （在ヌメア領事事務所）
- ブルガリア
  - 在ブルガリア日本国大使館 (ソフィア)
- ベラルーシ
  - 在ベラルーシ日本国大使館 (ミンスク)
- ベルギー
  - 在ベルギー日本国大使館 (ブリュッセル)
- ポーランド
  - 在ポーランド日本国大使館 (ワルシャワ)
- ボスニア・ヘルツェゴビナ
  - 在ボスニア・ヘルツェゴビナ日本国大使館 (サラエボ)
- ポルトガル
  - 在ポルトガル日本国大使館 (リスボン)
- マルタ
  - 在マルタ日本国大使館 (スリーマ（マルタ語版、英語版）)（在イタリア日本国大使館の兼勤駐在官事務所）
- モルドバ
  - 在モルドバ日本国大使館 (キシナウ)
- ラトビア
  - 在ラトビア日本国大使館 (リガ)
- リトアニア
  - 在リトアニア日本国大使館 (ヴィリニュス)
- ルーマニア
  - 在ルーマニア日本国大使館 (ブカレスト)
- ルクセンブルク
  - 在ルクセンブルク日本国大使館 (ルクセンブルク市)
- ロシア
  - 在ロシア日本国大使館 (モスクワ)
  - 在ウラジオストク日本国総領事館
  - 在サンクトペテルブルク日本国総領事館
  - 在ハバロフスク日本国総領事館
  - 在ユジノサハリンスク日本国総領事館

## 中東
- アフガニスタン
  - 在アフガニスタン日本国大使館 (カーブル)
- アラブ首長国連邦
  - 在アラブ首長国連邦日本国大使館 (アブダビ)
  - 在ドバイ日本国総領事館
- イエメン
  - 在イエメン日本国大使館 (サナア)（2015年2月15日をもって一時閉館し、在カタール日本国大使館で業務を継続していたが[4]、同年5月11日から在サウジアラビア日本国大使館にて業務を継続している[5]。）
- イスラエル
  - 在イスラエル日本国大使館 (テルアビブ)
  -  パレスチナ
    - 在ラマッラ領事事務所（対パレスチナ暫定自治政府日本国政府代表事務所）[7]
- イラク
  - 在イラク日本国大使館 (バグダード)
  -  クルディスタン
    - 在エルビル領事事務所
- イラン
  - 在イラン日本国大使館 (テヘラン)
- オマーン
  - 在オマーン日本国大使館 (マスカット)
- カタール
  - 在カタール日本国大使館 (ドーハ)
- クウェート
  - 在クウェート日本国大使館 (クウェート市)
- サウジアラビア
  - 在サウジアラビア日本国大使館 (リヤド)
  - 在ジッダ日本国総領事館
- シリア
  - 在シリア日本国大使館 (ダマスカス)（2012年3月21日をもって一時閉館し、在ヨルダン日本国大使館にて業務を継続していたが[8]、2016年7月20日から在レバノン日本国大使館にて業務を継続している[9]。）
- トルコ
  - 在トルコ日本国大使館 (アンカラ)
  - 在イスタンブール日本国総領事館
- バーレーン
  - 在バーレーン日本国大使館 (マナーマ)
- ヨルダン
  - 在ヨルダン日本国大使館 (アンマン)
- レバノン
  - 在レバノン日本国大使館 (ベイルート)

## アフリカ
- アルジェリア
  - 在アルジェリア日本国大使館 (アルジェ)
- アンゴラ
  - 在アンゴラ日本国大使館 (ルアンダ)
- ウガンダ
  - 在ウガンダ日本国大使館 (カンパラ)
- エジプト
  - 在エジプト日本国大使館 (カイロ)
- エチオピア

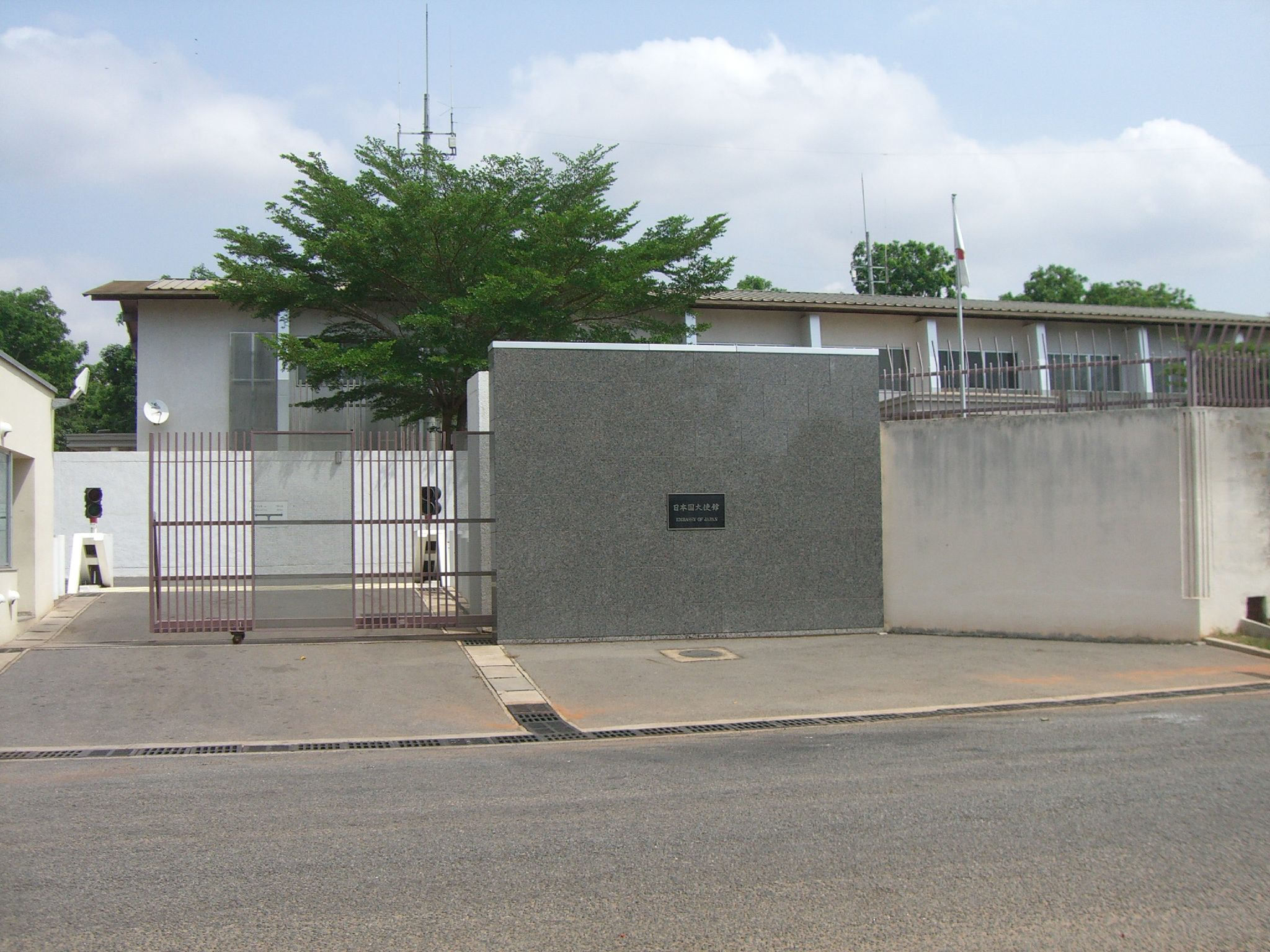
在ガーナ日本国大使館

  - 在エチオピア日本国大使館 (アディスアベバ)
- エリトリア
  - 在エリトリア日本国大使館 (アスマラ)
- ガーナ
  - 在ガーナ日本国大使館 (アクラ)（在シエラレオネ日本国大使館、在リベリア日本国大使館を兼轄）
- ガボン
  - 在ガボン日本国大使館 (リーブルヴィル)（在サントメ・プリンシペ日本国大使館、在赤道ギニア日本国大使館を兼轄）
- カメルーン
  - 在カメルーン日本国大使館 (ヤウンデ)（在チャド日本国大使館、在中央アフリカ日本国大使館を兼轄）
- ギニア
  - 在ギニア日本国大使館 (コナクリ)
- ケニア
  - 在ケニア日本国大使館 (ナイロビ)（在ソマリア日本国大使館、在ナイロビ国際機関日本政府代表部[10]を兼轄）
- コートジボワール
  - 在コートジボワール日本国大使館 (アビジャン)（在トーゴ日本国大使館、在ニジェール日本国大使館を兼轄）
- コンゴ民主共和国
  - 在コンゴ民主共和国日本国大使館 (キンシャサ)（在コンゴ共和国日本国大使館を兼轄）
- ザンビア
  - 在ザンビア日本国大使館 (ルサカ)
- ジブチ
  - 在ジブチ日本国大使館 (ジブチ市)
- ジンバブエ
  - 在ジンバブエ日本国大使館 (ハラレ)
- スーダン
  - 在スーダン日本国大使館 (ハルツーム)（2023年4月24日をもって一時閉館し、在ジブチ日本国大使館で業務を継続していたが[11]、同年8月1日より在エジプト日本国大使館内にて業務を継続[12]。）
- セーシェル
  - 在セーシェル日本国大使館 (ヴィクトリア)
- セネガル
  - 在セネガル日本国大使館 (ダカール)（在カーボベルデ日本国大使館、在ガンビア日本国大使館、在ギニアビサウ日本国大使館を兼轄）
- タンザニア
  - 在タンザニア日本国大使館 (ダルエスサラーム)
- チュニジア
  - 在チュニジア日本国大使館 (チュニス)
- ナイジェリア
  - 在ナイジェリア日本国大使館 (アブジャ)
- ナミビア
  - 在ナミビア日本国大使館 (ウィントフック)
- ブルキナファソ
  - 在ブルキナファソ日本国大使館 (ワガドゥグー)
- ベナン
  - 在ベナン日本国大使館 (コトヌー)
- ボツワナ
  - 在ボツワナ日本国大使館 (ハボローネ)
- マダガスカル
  - 在マダガスカル日本国大使館 (アンタナナリボ)（在コモロ大使館を兼轄）
- マラウイ
  - 在マラウイ日本国大使館 (リロングウェ)
- マリ
  - 在マリ日本国大使館 (バマコ)
- 南アフリカ共和国
  - 在南アフリカ共和国日本国大使館 (プレトリア)（在エスワティニ日本国大使館、在レソト日本国大使館を兼轄）
  - 在ケープタウン領事事務所
- 南スーダン
  - 在南スーダン日本国大使館 (ジュバ)
- モーリシャス
  - 在モーリシャス日本国大使館 (ポートルイス)
- モーリタニア
  - 在モーリタニア日本国大使館 (ヌアクショット)
- モザンビーク
  - 在モザンビーク日本国大使館 (マプト)
- モロッコ
  - 在モロッコ日本国大使館 (ラバト)
- リビア
  - 在リビア日本国大使館 (トリポリ)
- ルワンダ
  - 在ルワンダ日本国大使館 (キガリ)（在ブルンジ日本国大使館を兼轄）

## オセアニア
- オーストラリア

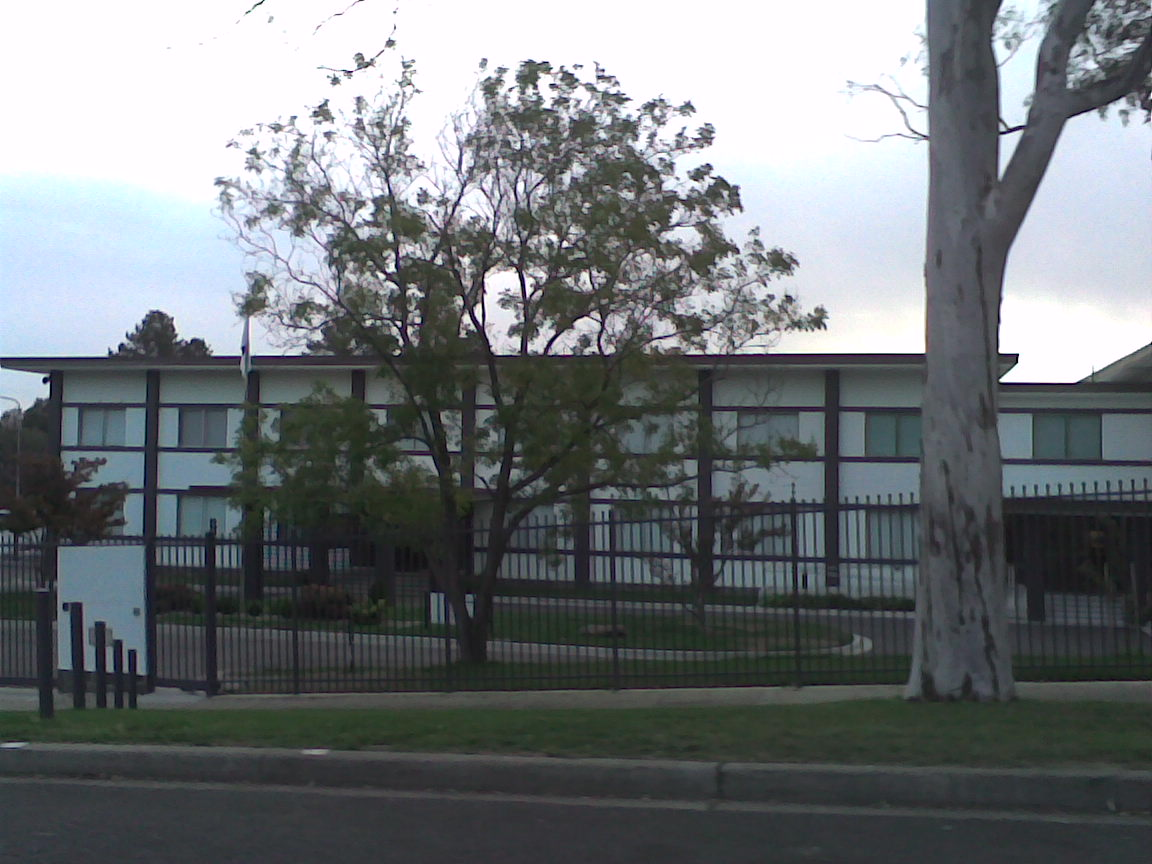
在オーストラリア日本国大使館

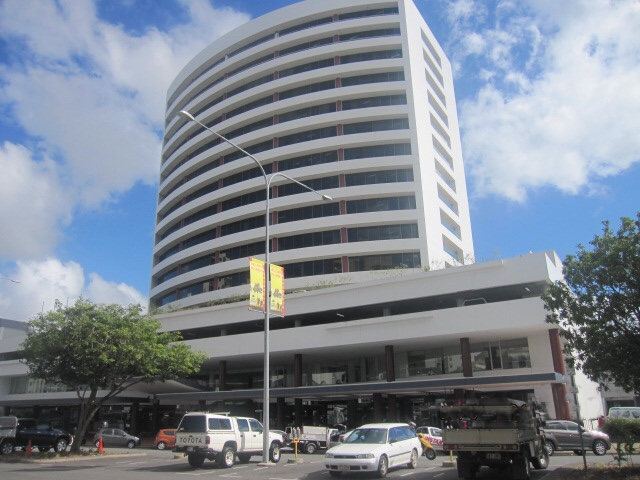
在ケアンズ領事事務所

  - 在オーストラリア日本国大使館 (キャンベラ)
  - 在シドニー日本国総領事館
  - 在パース日本国総領事館
  - 在ブリスベン日本国総領事館
  - 在メルボルン日本国総領事館
  - 在ケアンズ領事事務所
- キリバス
  - 在キリバス日本国大使館 (タラワ)
- サモア
  - 在サモア日本国大使館 (アピア)
- ソロモン諸島
  - 在ソロモン諸島日本国大使館 (ホニアラ)
- トンガ
  - 在トンガ日本国大使館 (ヌクアロファ)
- ニュージーランド
  - 在ニュージーランド日本国大使館 (ウェリントン)（在クック日本国大使館、在ニウエ日本国大使館を兼轄）
  - 在オークランド日本国総領事館
  - 在クライストチャーチ領事事務所
- バヌアツ
  - 在バヌアツ日本国大使館 (ポートビラ)
- パプアニューギニア
  - 在パプアニューギニア日本国大使館 (ポートモレスビー)
- パラオ
  - 在パラオ日本国大使館 (コロール)
- フィジー
  - 在フィジー日本国大使館 (スバ)（在ツバル日本国大使館、在ナウル日本国大使館を兼轄）
- フランス領 ニューカレドニア
  - 在ヌメア領事事務所[13]
- マーシャル諸島
  - 在マーシャル諸島日本国大使館 (マジュロ)
- ミクロネシア連邦
  - 在ミクロネシア連邦日本国大使館 (コロニア)

## 台湾

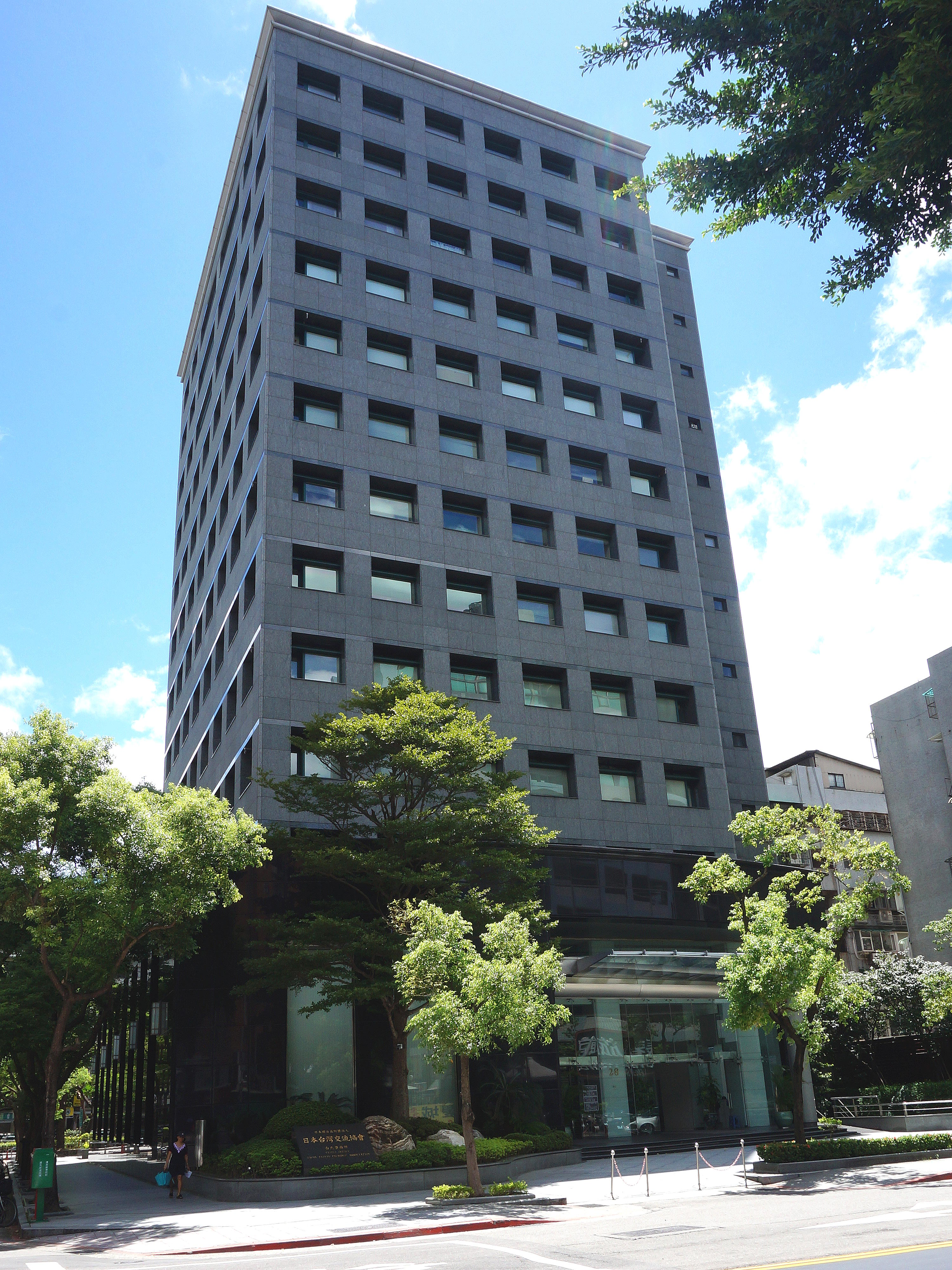
日本台湾交流協会台北事務所

日本と台湾は1972年の日中国交正常化以降、国交を有さないため在外公館は存在しない。ただし、日本の対台湾窓口機関である日本台湾交流協会が名目上は民間の利益代表部として2ヶ所の事務所を設置している。歴代の日本台湾交流協会の理事長や台北事務所代表（断交前の在中華民国（台湾）日本国大使に相当）には、大使を経験した元外交官が就任している。
- 中華民国（台湾）
  - 日本台湾交流協会台北事務所（実質的な在台湾日本国大使館）
  - 日本台湾交流協会高雄事務所（実質的な在高雄日本国総領事館）

## 国際機関代表部

### 実館
- 東南アジア諸国連合(ASEAN)日本政府代表部 (ジャカルタ)
- 国際連合日本政府代表部 (ニューヨーク)
- 国際民間航空機関(ICAO)日本政府代表部 (モントリオール)
- 在ウィーン国際機関日本政府代表部 (ウィーン)
- 在ジュネーブ国際機関日本政府代表部 (ジュネーヴ)
- 軍縮会議日本政府代表部 (ジュネーヴ)
- 経済協力開発機構(OECD)日本政府代表部 (パリ)
- 国際連合教育科学文化機関(UNESCO)日本政府代表部 (パリ)
- 欧州連合(EU)日本政府代表部 (ブリュッセル)
- 北大西洋条約機構日本政府代表部(NATO)（ブリュッセル）
- アフリカ連合(AU)日本政府代表部 (アディスアベバ)

### 兼館
- 在ローマ国際機関日本政府代表部 ( 在イタリア日本国大使館（イタリア語版）が兼轄[14])
- 在ナイロビ国際機関日本政府代表部 (ナイロビ、在ケニア日本国大使館が兼轄[15]）

## 沿革
2012年1月、外務省は来たる2015年までに150大使館体制とする目標を掲げ、各国の首都以外の都市にある総領事館を減らし、資源国を中心に大使館を新設することを検討していた。この目標は、2018年1月1日に150番目の大使館として在キプロス日本国大使館が開設されたことにより、3年遅れで実現した。
2018年3月30日に成立した在外公館名称位置給与法改正法により、在外公館として、フィリピンのダバオに在ダバオ日本国総領事館を、北大西洋条約機構（NATO）の本部があるベルギーのブリュッセルに北大西洋条約機構日本政府代表部を、それぞれ新設することが決まった。同改正法は、政令で定める日から施行する予定で、このうち北大西洋条約機構日本政府代表部の新設については、2018年7月1日に施行した。